# Gierman Kaczin
Gierman Nikołajewicz Kaczin (ros. Ге́рман Никола́евич Ка́чин; ur. 1937, zm. 1996 w Moskwie) – radziecki aktor filmowy, teatralny i głosowy. Zasłużony Artysta Federacji Rosyjskiej (1993). Pochowany na Cmentarzu Arskim w Kazaniu.

## Wybrana filmografia
- 1984: Zima w Prostokwaszynie jako tata Wójka Fiodora (głos)
- 1980: Wakacje w Prostokwaszynie jako tata Wójka Fiodora (głos)
- 1978: Troje z Prostokwaszyna jako tata Wójka Fiodora (głos)
- 1965: Uwaga, czarny kot[2]